# Dan the Automator
Daniel Nakamura (Japans: ダン中村), beter bekend als Dan the Automator, is een Japans-Amerikaanse hip-hopproducer.
Dan the Automator hield zich als producer voornamelijk bezig met alternatieve rap. Als kind leerde hij klassieke viool spelen. Later verdiepte hij zich in Kraftwerk, old-school hip-hop, R&B en rock-'n-roll. Hij werd in 1995 bekend als producer van Kool Keiths Dr. Octagon. Kool Keith werkte een jaar later ook mee aan Dan the Automators debuutalbum A Better Tomorrow.
Hierna volgden vele collaboraties met andere artiesten: met voormalig De La Soul-producer Prince Paul vormde hij Handsome Boy Modeling School en met Del tha Funkee Homosapien en DJ Kid Koala ontstond Deltron 3030. Voor Lovage gebruikte Dan the Automator zijn pseudoniem Nathaniel Merriweather. In 2001 produceerde Dan the Automator het debuutalbum van Gorillaz.

## Discografie

### Solo
- 1996 - A Better Tomorrow[2]

### Met Handsome Boy Modeling School
- 1999 - So... How's Your Girl?
- 2004 - White People

### Met Deltron 3030
- 2000 - Deltron 3030
- 2013 - "Deltron Event II"

### Met Lovage
- 2001 - Music to Make Love to Your Old Lady By

### Overig productiewerk
- 1996 - Kool Keith - Dr. Octagonecologyst
- 1996 - Bombay the Hard Way: Guns, Cars and Sitars (met DJ Shadow)
- 2001 - Gorillaz - Gorillaz
- 2003 - Galactic - Ruckus
- 2004 - Head Automatica - Decadence
- 2006 - Peeping Tom - Peeping Tom
- 2005 - Jamie Cullum - Catching Tales (met Stewart Levine)
- 2008 - Anaïs - The Love Album

### Mixtapes
- 2006 - 2K Sports Mixtape
- 2006 - Dan the Automator Presents 2K7